# 小倉村 (京都府)
小倉村（おぐらむら）は、京都府久世郡にあった村。現在の宇治市の西部、近鉄京都線の小倉駅・伊勢田駅、JR西日本のJR小倉駅の周辺にあたる。

## 歴史
- 1889年（明治22年）4月1日 - 町村制の施行により、小倉村・伊勢田村・安田村の区域をもって発足。
- 1951年（昭和26年）3月1日 - 久世郡宇治町・槇島村・大久保村・宇治郡東宇治町と合併して宇治市が発足。同日小倉村廃止。

## 村長
- 10代池本甚四郎
- 11代池本甚四郎

## 交通

### 鉄道路線
- 奈良電気鉄道
  - 本線（現・近鉄京都線）
    - 小倉駅 - 伊勢田駅

村域を日本国有鉄道の奈良線が通過したが、駅は所在しなかった。現在はJR小倉駅が所在するが、当時は未開業。